# Ларин, Яков Васильевич
Яков Васильевич Ларин (1904 — ?) - советский государственный и политический деятель, председатель Сталинградского областного исполнительного комитета. 

## Биография
Родился в 1904 году. Член ВКП(б) с 1921 года.
С 1921 года - на общественной и политической работе. В 1921-1950 гг. — на комсомольской работе в Туркестанской и  Узбекской ССР, инструктор областного комитета КП(б) Узбекистана, заведующий Организационным отделом Областного комитета КП(б) Таджикистана Горно-Бадахшанской автономной области, директор зерносовхоза «Серп и молот» Ново-Николаевского района, директор Сталинградской областной опытной станции полеводства, 1-й секретарь Калининского районного комитета ВКП(б) Сталинградской области,
заведующий Сельскохозяйственным отделом Сталинградского областного комитета ВКП(б), председатель Исполнительного комитета Сталинградского областного Совета, начальник Сталинградского управления сельского хозяйства.
Избирался депутатом Верховного Совета СССР 3-го созыва.